# Melastiza flavorubens
Melastiza flavorubens är en svampart som först beskrevs av Rehm, och fick sitt nu gällande namn av Pfister & Korf 1971. Melastiza flavorubens ingår i släktet Melastiza och familjen Pyronemataceae.   Inga underarter finns listade i Catalogue of Life.